# Eva Urthaler
Eva Urthaler, auch Eva Schreiber-Urthaler (* 27. Dezember 1977 in Wien), ist eine österreichische Regisseurin und Artdirectorin.

## Leben
Nach der Matura wurde sie Sekretärin und Assistentin bei der Produktionsfirma von Franz Novotny. Dieser ermutigte sie zu ihrem Filmprojekt Keller – Teenage Wasteland. Mit jenem Film nahm sie dann am Filmfestival von Locarno und am Festival Max Ophüls Preis teil. Nach dieser Zeit wurde sie als Artdirectorin im Segment der Frauenzeitschriften tätig. 

## Filmografie
- 2005: Keller – Teenage Wasteland